# TaleSpin
TaleSpin (Esquadrilha Parafuso no Brasil ou As Aventuras do Balu de Portugal) foi um desenho animado spin-off de The Jungle Book da década de 1990 criada por Jymn Magon e Mark Zaslove e produzido pela Walt Disney Pictures, originalmente para exibição na rede de televisão norte-americana Disney Channel. No Brasil, foi exibido pela Rede Globo de 1993 a 1995 nas manhãs de domingo no Disney Club (homônimo ao do SBT, mas com conteúdo diferente) e pela TV Colosso. Na TV paga, o desenho foi exibido pelo extinto Disney Weekend. Em Portugal, foi exibido no Clube Disney pelo Canal 1 em versão original com legendas em português.
O nome é um trocadilho com a palavra em língua inglesa "tailspin", que é uma expressão para definir uma rápida queda proposital de um avião em espiral. A palavra "Tale" do nome é originário da série DuckTales, pois o personagem Capitão Bóing era originalmente cotado para estrelar a série, depois substituído pelo urso Balu.

## Origens
A série teve um episódio piloto exibido em março de 1990 no Disney Channel e, a partir de setembro do mesmo ano, teve início sua exibição original. O conceito original da série era servir de introdução para a animação feita especialmente para televisão Plunder and Lightning, que depois seria nomeado para o Emmy Award como Melhor Programa em Animação (Para Programas de Uma Hora ou Mais) em 1991, sendo que mais tarde, fora reeditado para se tornar quatro episódios de meia hora cada. A série fora exibida no programa The Disney Afternoon até 1994, quando chegou ao episódio de número 65. Entretanto, continuou sendo exibida em horários alternativos em outros programas e canais do grupo Disney, com o canal Toon Disney, de onde fora reprisado de 1998 até recentemente em 2008.
Vários personagens foram baseados em outras séries da Disney, principalmente The Jungle Book (conhecido no Brasil como Mogli, o Menino Lobo), em particular o urso Balu (Baloo, no original), protagonista da série. Mesmo o personagem Kiko (Kit, na versão original) tinha características de Mogli, personagem principal da animação The Jungle Book.
A série teve seu enredo baseado em um programa da ABC de 1982 chamado Tales of the Gold Monkey, incluindo o avião que flutuava sobre a água, a relação conturbada do piloto com sua namorada (na série animada com a dona da empresa), o mecânico atrapalhado, as batalhas aéreas, os cenários semelhantes, além do fato de darem nomes de aves para seus aviões e frequentarem uma taverna de mesmo nome, "Louie´s".
Também houve inspiração em outra série de TV chamada Cheers, estrelada por Ted Danson e Kirstie Alley, que interpretam dois sócios em um bar que vivem brigando, mas sentem atração mútua (assim como Balu e Rebecca na série animada). Os criadores e roteiristas da série, Jymn Magon e Mark Zaslove, trabalhavam intensamente na supervisão da série para que tudo saísse como o desejado, apresentando também uma das mais vastas quantidades de personagens já vista em séries da Disney. Dentre algumas características intensamente trabalhadas, mas que não ficam claramente reveladas, está o fato da série se passar no pós-Segunda Guerra, com países fictícios representando a URSS, por exemplo, ou mesmo a China, ex-países comunistas. Fatos como esses deram a série a fama de ser carregada de simbologias e mensagens subliminares.

## Sinopse
A série se desenvolve na Cidade-Estado de Cabo Suzette (Cape Suzette, no original, trocadilho com o nome da sobremesa Crêpe Suzette), localizada em uma região de altas montanhas onde só é possível sair através de uma pequena fenda e de avião. O local é guardado por pesada defesa anti-aérea, para evitar ser saqueada por piratas aéreos. Não há presença de personagens humanos, e a série, apesar de não explicitar, se passa em um período semelhante a um pós-guerra, onde a comunicação primária é o rádio.
Toda a história se desenvolve no urso piloto Balu, que passa a ser empregado de empresária Rebecca Cunningham, quando essa compra a empresa dona do avião Marreco (Sea Duck, no original) e a renomeia para "Me Chame para Voar" (Higher For Hire). Um pequeno e ambicioso garoto (urso) chamado Kiko Chutanuvens conhece Balu e começa a segui-lo nas entregas, sendo adotado. Ambos passam a ser piloto e co-piloto de entregas da empresa, pilotando um Conwing L-16 modificado.
Quase sempre as aventuras se desenvolvem na tentativa de Don Karnage, um pirata aéreo, de roubar as entregas que a empresa tem que fazer para outros países. Don Karnage que representa o país fictício de Têmbria (Thembria), uma paródia da União Soviética. Também existem vários outros locais na série, que seriam ilhas independentes, como o pequeno arquipélago onde se localiza a taverna do macaco Louie, frequentemente visitado por Balu.

## Personagens

### Principais
- Balu (Baloo): personagem principal, o único que aparece em todos os episódios. Originalmente esteve presente na animação The Jungle Book. Mas na série, usa um chapéu de aviador, assim como uma jaqueta. É o piloto principal da empresa recém adquirida por Rebecca, com quem mantém constante conflito e flertes. Apesar de ser preguiçoso muitas vezes, é o melhor piloto que se tem notícia em Cabo Suzette e trata seu avião, chamado de Marreco como um amigo. Adotou o pequeno urso órfão Kiko Chutanuvens e lhe ensina tanto lições de moral como de pilotagem, além de chamá-lo sempre de "Piquitito" (criação do dublador brasileiro Márcio Seixas). Constantemente visita seu amigo Louie, dono de uma taverna em um arquipélago próximo a onde moram. Em um dos episódios, revela ser de uma família nobre, sendo seu nome completo Baron von Bruinwald XIII. Seu nome, Balu, é a palavra referente para denominar urso na língua hindi.
- Kiko Chutanuvens (Kit Cloudkicker): um urso filhote que foi adotado por Balu, após ser abandonado por outros membros de um grupo de piratas aéreos. Em um dos episódios, ele revela ter doze anos de idade. Está sempre usando um boné de baseball e um suéter verde. Costuma ter grande habilidade no voo, principalmente surfando no ar preso a um cabo ao avião Marreco. Em algumas situações ele pilota o avião, apesar da relutância de Balu em deixá-lo ser piloto com a idade que tem. É sempre muito ambicioso e não tem medo dos inimigos que sempre tentam roubar as mercadorias que lhes são destinadas a ser entregue.
- Rebecca Cunningham: também chamada de Becky, é uma das personagens femininas mais independentes já criadas pela Disney, além de ser uma das únicas a possuir sobrenome. É mãe solteira, empreendedora e está sempre em constante conflito com Balu, que não aceita ser mandado por ela. Ela adquiriu a antiga empresa de cargas aéreas onde Balu trabalhava e a renomeou para "Me Chame para Voar" (Higher For Hire). Com sua nova postura, mais profissional, a empresa volta a dar lucros, chamando a atenção de outro grande empresário, Shere Khan, das Indústrias Khan, que está sempre tentando pegar a empresa para si (seja comprando ou roubando). Voz de .
- Molly Cunningham : a filha de quatro anos de Rebecca é agitada e sempre quer estar nas aventuras com Balu e Kiko Chutanuvens. Kiko que a tem como uma irmã mais nova, tomando conta na ausência de adultos. Seu nome do meio é Elizabeth (daí o apelido na versão em português) e está sempre com sua boneca nas mãos. Jamais teve revelado quem seria seu pai na série. Um dos criadores da série, Jymn Magon, revelou que Rebecca é uma viúva, mas não revelou maiores detalhes.
- Damião (Wildcat): o mecânico atrapalhado e dorminhoco do avião Marreco de Balu. Damião está sempre de bom humor e normalmente "conserta" o avião com pancadas. Betty adora brincar com Damião, que tem um lado infantil e não muito inteligente. Apesar de sua especialidade ser o conserto de aviões, ele também conserta vários outros aparelhos eletrônicos, como o rádio.
- Rei Louie (King Louie): outro personagem migrado de The Jungle Book para a série, Louie é o dono de uma taverna onde vários aviadores vão para beber e gastar o tempo livre. Está sempre usando uma camisa havaiana e o local onde sua taverna se encontra, chamado de Louie's Place, é uma paródia do Havaí, um dos estados americanos. É o melhor amigo de Balu, apesar de estar sempre competindo com ele por mulheres, apostas e até nos negócios. Sua ilha é tida como território neutro, apesar de já ter sido atacada por piratas aéreos.
- Shere Khan: é um tigre-de-bengala que está sempre vestido com terno e gravata, empresário dono de uma corporação que leva seu nome, chamada Industrias Khan. Assim com Balu e Louie, também está presente em The Jungle Book, sendo o principal vilão da trama. Khan só pensa em dinheiro e poder, não dando valor a seus empregados. Entre suas características mais marcantes, está o fato de sempre falar de forma tranquila e pausadamente, além de jamais demonstrar emoções como preocupação mesmo nas situações mais adversas.
- Don Karnage: líder de uma gangue de piratas aéreos, sempre tenta roubar as cargas do avião Marreco pilotado por Balu. Seu avião é quase uma fortaleza flutuante chamada Iron Vulture, inspirada em ficções de Julio Verne. Não é deixado claro que espécie de animal Don Karnage é, apesar dos traços caninos, possui semelhanças com chacal, raposa, coiote ou mesmo com um lobo. Na versão original, fala com sotaques que variam do italiano ao espanhol, mostrando uma ascendência latina, mas também não é claro sua real origem.

## Elenco

### EUA
- Ed Gilbert : Balu
- R.J. Williams e Alan Roberts : Kiko Chutanuvens
- Sally Struthers : Rebecca Cunningham
- Janna Michaels : Molly Cunningham
- Pat Fraley : Damião
- Jim Cummings : Rei Louie/Don Karnage
- Tony Jay : Shere Khan
- Kath Soucie : Princesa Lotta L'Amour
- Liz Georges : Myra Foxworthy

## Episódios
Episódios com o nome de exibição original. Plunder and Lightning foi um longa em 2 horas de duração depois dividido em quatro episódios de aproximadamente 22 minutos cada.
- 01-04 Plunder and Lightning
- 05 From Here to Machinery
- 06 It Came from Beneath the Sea Duck
- 07 Time Waits for No Bear
- 08 Mommy for a Day
- 09 I Only Have Ice for You
- 10 Molly Coddled
- 11 Polly Wants a Treasure
- 12 Vowel Play
- 13 The Idol Rich
- 14 Stormy Weather
- 15 Bearly Alive
- 16 Her Chance to Dream
- 17 All's Whale that Ends Whale
- 18 The Golden Sprocket of Friendship
- 19 For a Fuel Dollars More
- 20 A Bad Reflection on You (1)
- 21 A Bad Reflection on You (2)
- 22 On a Wing and a Bear
- 23 A Star Is Torn
- 24 A Touch of Glass
- 25 The Bigger They Are the Louder They Oink
- 26 A Spy in the Ointment
- 27 The Balooest of the Blue Bloods
- 28 A Baloo Switcheroo
- 29 Whistlestop Jackson, Legend
- 30 Double or Nothing
- 31 Feminine Air
- 32 Last Horizons
- 33 Flight of the Snow Duck
- 34 Save the Tiger
- 35 The Old Man and the Sea Duck
- 36 War of the Weirds
- 37 Captains Outrageous
- 38 The Time Bandit
- 39 For Whom the Bell Klangs (1)
- 40 For Whom the Bell Klangs (2)
- 41 Citizen Khan
- 42 Gruel and Unusual Punishment
- 43 A Jolly Molly Christmas
- 44 My Fair Baloo
- 45 Waiders of the Wost Tweasure
- 46 Flight School Confidential
- 47 Bringing Down Babyface
- 48 Jumping the Guns
- 49 In Search of Ancient Blunders
- 50 Louie's Last Stand
- 51 Sheepskin Deep
- 52 Pizza Pie in the Sky
- 53 Baloo Thunder
- 54 Bullethead Baloo
- 55 Destiny Rides Again
- 56 Mach One for the Gipper
- 57 Stuck on You
- 58 The Sound and the Furry
- 59 The Ransom of Red Chimp
- 60 The Road to Macadamia
- 61 Your Baloo's in the Mail
- 62 Paradise Lost
- 63 The Incredible Shrinking Molly
- 64 Bygones
- 65 Flying Dupes

## DVD
A Disney lançou três volumes em DVD da série, todos voltados a região 1 (zona 1) de DVDs. O primeiro, lançado em 29 de agosto de 2006 contém o episódio de quatro partes que na verdade foi um longa, e mais 23 episódios. O segundo volume contém outros 27 episódios, lançado em 13 de novembro de 2007, contendo o controverso episódios chamado "Last Horizons". O terceiro volume, de 2008, irá conter os 11 episódios restantes, incluindo outro controverso chamado "Flying Dupes".

## Video Game
A Capcom lançou um jogo baseado na série para NES e Game Boy. Já a Sega produziu versões próprias para seus consoles, Sega Genesis e Sega Game Gear. Uma terceira versão foi produzida pela empresa Hudson Soft para o console PC Engine.

## Episódios Banidos
Dois episódios da série geraram grande controvérsia por supostas simbologias que eles representavam, sendo que um foi banido temporariamente e outro permanentemente.
O primeiro deles, chamado "Last Horizons" foi temporariamente proibido de ir ao ar por qualquer canal que tinha os direitos sobre a série. A alegação para a proibição foi que criava estereótipos de asiáticos. O vilão do episódio é um imperador panda chamado Wan Lo, que vivia em uma nação fictícia chamada "Panda-La", que leva Balu para seu país a fim de implantar bombas e fazer ataques terroristas a Cabo Suzette. Os pandas usavam mísseis detectores de calor para conduzir seus ataques. Balu usa um enorme carregamento de sorvete para desviar os sensores dos mísseis antes de fazer o ataque final. A referência do episódio seria em relação ao ataque japonês a Pearl Harbor, o que motivou os EUA a ingressar na Segunda Guerra Mundial em dezembro de 1941, colocando obviamente os "japoneses" (apesar do animal panda ser característico da China) como terroristas. Este episódio foi exibido no Brasil.
O segundo episódio, coincidentemente o último da série, era chamado "Flying Dupes" e foi ao ar em 8 de agosto de 1992 e banido imediatamente depois, para não ir mais ao ar pelos próximos dez anos. Acabou sendo exibido novamente, possivelmente por engano, no canal exclusivo da Disney, chamado Toon Disney. A possível ordem de banimento do episódio partiu da própria Disney, por fazer referências ao terrorismo. Apesar disso, o episódio ainda foi ao ar em outros países, como Canada e Alemanha - não há versão dublada desse episódio, nem foi ao ar no Brasil. O enredo desse episódio gira em torno de Balu, encarregado de entregar um presente, um relógio cuco, para o integrante de mais alta patente da nação fictícia Têmbria, a mando do Cabo Suzette. Depois, durante o episódio, Balu descobre que na verdade, está para entregar uma bomba, que iniciaria uma guerra entre Têmbria e Cabo Suzette, gerando uma corrida armamentista entre as nações.

## Quadrinhos/Banda desenhada
Uma revista mensal em quadrinhos/banda desenhada foi publicada em 1991 baseada na série. Foram publicadas 7 edições, sendo Bobby J. G. Weiss responsável pelo roteiro das edições de número 1 a 7, com exceção da 5 que na verdade foi uma adaptação do episódio 35, "The Old Man And The Sea Duck", com Weiss apenas sendo creditado pela adaptação.
A coleção foi cancelada em apenas sete meses e revelava um lado paralelo dos personagens. A edição número 7, por exemplo, explorava o passado de Kit (Kiko) e seu tempo como pirata, enquanto a número 3 se aprofundaria na história do avião/fortaleza Iron Vulture, comandada por Don Karnage. As edições número 4 e 6 foram na verdade histórias recicladas de uma outra coleção que havia sido cancelada em 1991 chamada Disney's Cartoon Tales. Consequentemente, toda a série em quadrinhos apareceu na revista Disney Adventures de 1990 a 1995, sendo apresentada novamente anos depois, em 2006 na Disney Adventures Comic Zone Magazine e depois no lançamento da Marvel Comics baseada no programa Disney Afternoon.

### TaleSpin #8
A edição número 8 jamais foi impressa, mas o final da edição 7 fez uma prévia de como seria: haveria espiões em Cabo Suzette e um grupo misterioso nos arredores das Indústrias Khan. Quando o agente especial Booker descobrisse que o problema era uma batalha entre agentes estrangeiros, faria um acordo com Balu para ser seu assistente. O nome dessa edição, "The Spy Who Bugged Me!", é uma paródia do título do filme "The Spy Who Loved Me" ("007 - O Espião que me Amava", em português).